# Ponytail to shushu
Ponytail to shushu (ポニーテールとシュシュ?, Ponītēru to shushu, lett. "Coda di cavallo e elastico per capelli") è un brano musicale del gruppo di idol giapponesi AKB48, pubblicato come loro sedicesimo singolo il 26 maggio 2010. Il singolo è il terzo singolo consecutivo delle AKB48 ad arrivare alla vetta della classifica giapponese Oricon. Il singolo ha venduto 354 000 copie nel primo giorno di pubblicazione ed un totale di 720.000. Il video musicale prodotto per il brano è stato girato in Guam.

## Tracce
CD "Tipo A"
1. Ponytail to shushu - 4:29
2. Nusumareta kuchibiru (盗まれた唇) - 4:00
3. Boku no YELL (僕のＹＥＬＬ) - 5:03
4. Ponytail to shushu (Off Vocal Version) - 4:29
5. Nusumareta kuchibiru (Off Vocal Version) - 4:00
6. Boku no YELL (Off Vocal Version) - 5:03

Durata totale: 27:17
CD "Tipo B"
1. Ponytail to shushu - 4:29
2. Nusumareta kuchibiru (盗まれた唇) - 4:00
3. Majijo Teppen Blues (マジジョテッペンブルース) - 3:46
4. Ponytail to shushu (Off Vocal Version) - 4:29
5. Nusumareta kuchibiru (Off Vocal Version) - 4:00
6. Majijo Teppen Blues (Off Vocal Version) - 3:46

Durata totale: 24:38
CD "Tipo Theater"
1. Ponytail to shushu - 4:29
2. Nusumareta kuchibiru (盗まれた唇) - 4:00
3. Boku no YELL (僕のＹＥＬＬ) - 5:03
4. Majijo Teppen Blues (マジジョテッペンブルース) - 3:46

Durata totale: 17:30

## Classifiche
| Classifica (2010)                       | Posizione più alta |
| --------------------------------------- | ------------------ |
| Billboard Billboard Japan Hot 100       | 1                  |
| Oricon Weekly Singles                   | 1                  |
| RIAJ Digital Track Chart weekly top 100 | 11                 |